# Corycium flanaganii
Corycium flanaganii é uma espécie de orquídea terrestre de flores pequenas, que existe somente na África do Sul, onde habita as campinas e encostas das montanhas, aparecendo em colônias de vinte a trinta indivíduos que florescem principalmente após incêndios ocasionais.
São plantas de raízes com pequenos tubérculos ovoides, das quais nascem caules delicados ou robustos que medem até pouco mais de meio metro de altura, com folhas agrupadas em seu segmento inferior. A inflorescência é terminal com pequenas flores carnosas densamente agrupadas. A sépala dorsal fica disposta junto às pétalas formando um conjunto. A coluna é formada por complicada estrutura torcida e contém duas polínias. As flores secretam óleo, recolhido por abelhas rediviva, da família Melittidae, que nesta atividade polinizam as flores ao levarem as polínias em sua pernas.